# مرا، اسپانیا
مرا، اسپانیا (به اسپانیایی: Mora, Spain) یک شهرستان در اسپانیا است که در استان تولدو واقع شده‌است.

## خصوصیات
مرا ۱۶۹٫۶ کیلومترمربع مساحت و ۱۰٬۵۱۶ نفر جمعیت دارد و ۷۱۷ متر بالاتر از سطح دریا واقع شده‌است.